# 中華民國籃球協會
中華民國籃球協會（英語：Chinese Taipei Basketball Association），前身為1954年成立的「中華民國籃球委員會」，於1973年7月1日依據《人民團體法》更名為「中華民國籃球協會」，是中華民國的非政府籃球組織，負責台灣籃球運動的發展。根據《洛桑協議》，中華民國籃球協會官方英文名為「Chinese Taipei Basketball Association」對外以「中華臺北籃球協會」名義，負責各級男女籃國家代表隊參加國際籃球總會及亞洲籃球總會等國際籃球比賽。

## 簡史
- 1954年（民國四十三年），「中華民國籃球委員會」成立。
- 1973年（民國六十二年）7月2日，改名為「中華民國籃球協會」。
- 1974年，被國際籃球總會停止會籍。
- 1977年，舉行第一屆威廉·瓊斯盃國際籃球邀請賽
- 1981年，以「中華台北」的奧會模式，恢復國際籃總會籍。[2]

## 現任理、監事

#### 第13屆理事
- 理事長：謝典林
- 副理事長：張維正、李忠恕、陳立宗、陳國恩
- 常務理事：嚴陳莉蓮、錢薇娟、張憲銘、孟慶杭、孫正強
- 理事：沈會承、沈施俊、李玉龍、何沐蒼、黃柏芳、何建德、文大培、卓振賢、許英義、陳信安、陳怡儒、張慧瑛、陳志忠、許皓程、楊哲宜、賈凡、許智超、時超傑、王金城、季力康、毛加恩、熊明河、陳建州、李偉誠

#### 第13屆監事
- 常務監事(監事會召集人)：郭俊仁
- 常務監事：石宗立、余泳樟
- 監事：黃邱倫、呂龍麒、郭良吉、陳奕伯、高宗琛、黃昱瑄、魏永泰、沈欣漢

## 賽事
- 超級籃球聯賽
- 女子超級籃球聯賽
- 威廉·瓊斯盃國際籃球邀請賽
- 全國社會甲組籃球錦標賽
- ABSOLUTE 3x3

## 外部連結
- 官方网站
- 中華民國籃球協會的Facebook專頁
- 中華民國籃球協會的Instagram帳戶
- YouTube上的中華民國籃球協會頻道